# Alfred Eisenbeisser
Alfred Eisenbeisser (numit și Eisenbeisser-Fieraru sau Fieraru; n. 7 aprilie 1908, Cernăuți, Austro-Ungaria – d. 1 iulie 1991, Berlin, Germania) a fost un fotbalist român, care a jucat pentru echipa națională a României la Campionatul Mondial din 1930 din Uruguay. A debutat la echipa de club Dragoș Vodă Cernăuți.
Alfred Eisenbeisser a fost și un renumit patinator, el concurând, de asemenea, la diferite competiții de patinaj artistic - perechi. A obținut locul 7 la Campionatul European din 1934 (alături de Irina Timcic) și locul 9 la Campionatul European din 1939 (alături de Ileana Moldovan). Împreună cu Irina Timcic, a participat și la Jocurile Olimpice de iarnă din 1936 de la Garmisch-Partenkirchen, clasându-se pe locul 13 din cele 18 perechi participante.

## Palmares
- Campion al Diviziei A de trei ori: 1933-1934, 1936-1937, 1938-1939
- Campionatul European de Patinaj artistic: locul 7 (1934 - cu Irina Timcic), locul 9 (1939 - cu Ileana Moldovan)
- Jocuri Olimpice de iarnă: locul 13 (cu Irina Timcic)